# 井手拓実
井手 拓実（いで たくみ、1999年10月12日 - ）は、日本の男子プロバスケットボール選手である。ポジションはポイントガード。

## 来歴
福岡県出身。
福岡第一高校、日体大ではいずれも主将を務めた。
在学中の2021年12月、広島ドラゴンフライズと契約。
2022年6月、大阪エヴェッサに期限付き移籍。
2023年6月、アースフレンズ東京Zと契約。
2025年6月、ライジングゼファーフクオカと契約。8月7日に悪性腫瘍と診断され、病気療養することが発表された。